# لنگرگاه مکوایر
لنگرگاه مکوایر (انگلیسی: Macquarie Harbour)یک لنگرگاه در ساحل غربی (تاسمانی) است.